# Antoon Catrie
Antoon Catrie est un artiste peintre belge (on lui connait quelques rares sculptures) né à Ronsele le 26 janvier 1924, ayant vécu à Tronchiennes dans la rue qui porte aujourd'hui son nom, mort à Gand le 5 juin 1977. Il signait ses œuvres Ant. Catrie.

## Biographie
Antoon Catrie est élève de l'Institut Saint-Luc de Gand. Il peint de 1947 à 1971 dans un atelier d'art religieux dont il assume la direction en 1965. Il en conservera l'utilisation de la technique de la tempera par quoi sa peinture très lisse, toute post-expressionniste qu'elle soit, évoque les icônes de l'art byzantin.
C'est également vers 1965 qu'Antoon Catrie se joint au quatrième groupe de Laethem-Saint-Martin où l'on trouve également les noms de Luc-Peter Crombé, Jef Wauters et Lea Vanderstraeten (nl).
Emporté en 1977 par une longue et pénible maladie, Antoon Catrie repose au cimetière de Tronchiennes.

## Expositions personnelles
- Galerie Matignon, Paris, 1972[4].
- Rétrospective Antoon Catrie, musée communal de l'ancien hôpital, Alost, septembre-octobre 1975.
- Rétrospective Antoon Catrie, abbaye de Tronchiennes, 1978.

## Expositions collectives
- Ted Carasco (nl), Anton Catrie, Marcel van Driessche (nl), Maurice Schelck (nl), Daan Thulliez (nl)..., Galerie Nova, Malines, 1966.
- Startgroep 66 - Antoon Catrie, Cyr Frimout (vls), Joris Houwen (nl)..., Galerie Altra, Alost, 1966.

## Musées et collections publiques
- Musée des beaux-arts de Gand, Portrait de femme, peinture sur panneau[5].
- Musée communal de Deinze et de la région de la Lys, Deinze.
- Musée Dhondt-Dhaenens, Deurle[6].

## Prix et distinctions
- Médaille d'honneur de la ville de Bruxelles, 1962[7].